# レベッカ・アン・ラモス
レベッカ・アン・ラモス（Rebecca Anne Ramos、1967年8月26日 - ）は米国のアダルトモデル。ポルノ雑誌『PLAYBOY』2003年1月号のプレイメイト・オブ・ザ・マンス。
ヘンリー・B・ゴンザレス下院議員の孫娘。高校時代をチアリーダーとして過ごし、セントメリーズ大学（テキサス州サンアントニオ）で法律の学位を取得した。
プレイメイトになる前の2001年9月第1週（3日 - 9日）にはプレイボーイ・サイバーガール・オブ・ザ・ウィークに選ばれているが、サイバーガール・オブ・ザ・マンスの選考ではテイラー・ジェームズに競り負けている。その後プレイメイトへの選出ではジェームズの先を越すことが出来たが、この結果ラモスはサイバーガール・オブ・ザ・マンスを経験せずにプレイメイトとなった初のサイバーガールとなった。
ジル・アン・スポールディング（Jill Ann Spaulding）の著書『Upstairs』は、ラモスがプレイメイトになるためヒュー・ヘフナーと床を共にした記述している。2003年1月のプレイメイトに選出された当時ラモスは35歳で、歴代プレイメイトの中でも最高齢であった。

## 註
1. ↑  PLAYBOYonline Rebecca Ramos